# Behrouz Badreh
Behrouz "Berra" Badreh, född 19 augusti 1987, är en svensk entreprenör, influerare, skådespelare, TV-personlighet och youtubare.

## Biografi

### Tidiga år
Behrouz Badreh växte upp på Ekerö med föräldrar som hade invandrat från Iran. Han började att spela ishockey i ung ålder och var aktiv på semiproffsnivå innan han valde att lägga ner idrottskarriären för att satsa på företagande. Han har även varit ordförande för fotbollsklubben Ekerö BoIS.

### Karriär
Behrouz Badreh började sin mediala karriär genom att medverka i reklamfilmer.
År 2017 var han med i en omtalad reklamfilm för Svenska Spels Trisslotter.
Behrouz Badreh gästade Anis Don Deminas Youtube-kanal för första gången år 2020, och har medverkat där regelbundet sedan dess. Tillsammans med Demina gör han videobloggar och poddradio samt reagerar på diverse TV-program. Han driver även egna konton på sociala medieplattformarna Instagram och Tiktok.
År 2023 var Behrouz Badreh en av deltagarna i TV4s program Fångarna på fortet. 2024 var han en av medlemmarna i den fasta panelen i underhållningsprogrammet Bäst i test.
I januari 2025 stod det klart att Behrouz Badreh skulle bli en av de nya panelmedlemmarna i Masked Singer, detta efter att de två tidigare panelmedlemmarna Felix Herngren och Nour El Refai hade lämnat programmet efter fyra säsonger. Han anslöt sig därmed, tillsammans med det andra nytillskottet Carina Berg, till panelen under programmets femte säsong, som hade premiär under våren 2025.
I juni 2025 meddelade TV4 att Behrouz Badreh blir ny programledare av årets säsong av Idol, tillsammans med programmets fasta programledare Pär Lernström. Han ansluter sig till denna post från och med säsongsstarten den 23 augusti 2025.